# Вілла-Верде
Вілла-Верде (італ. Villa Verde, сард. Bàini) — муніципалітет в Італії, у регіоні Сардинія,  провінція Ористано.
Вілла-Верде розташована на відстані близько 390 км на південний захід від Рима, 70 км на північ від Кальярі, 23 км на південний схід від Ористано.
Населення — 328 осіб (2014).

## Демографія
Населення за роками:

Станом на 1 січня 2023 року в муніципалітеті офіційно проживали 4 іноземці з 4 країн, серед них 3 громадяни країн Євросоюзу.

## Сусідні муніципалітети
- Алес
- Пальмас-Арбореа
- Пау
- Узеллус
- Віллаурбана